# Hell’s Domain
Hell’s Domain ist eine dänische Thrash-Metal-Band aus Aarhus, die 2007 gegründet wurde.

## Geschichte
Die Band wurde im Jahr 2007 von dem Bassisten Lars Knudsen und dem Gitarristen Bjørn Bihlet gegründet. Kurze Zeit später stießen der Schlagzeuger Anders Gyldenøhr und der Sänger Alex H. Clausen dazu, ehe die Besetzung 2001 durch den Gitarristen Andreas Schubert ergänzt wurde. Die Mitglieder waren zuvor vereinzelt in anderen Bands wie Hatesphere, Artillery, Koldborn und Exmortem tätig. 2013 erschien über Punishment 18 Records das selbstbetitelte Debütalbum. Der Tonträger war von Tue Madsen produziert worden, das Cover war von Ed Repka gestaltet worden.

## Stil
Joe Reed von metal-temple.com ordnete das Album dem Thrash Metal zu, wobei sich die Gruppe am klassischen deutschen sowie dem San-Francisco-Bay-Area-Stil orientiere. Dabei seien etwa Gemeinsamkeiten zu Destruction, Anthrax und Megadeth herauszuhören. Auch zombieritualzine.wordpress.com bezeichnete das Album als Thrash Metal, das den Old-School-Klang, vor allem dem US-amerikanischen, nachempfinde. Auch verarbeite die Band Einflüsse aus dem Punk, Speed Metal und Heavy Metal. Die Musik sei mit der von Anthrax, Testament und Exodus vergleichbar.

## Diskografie
- 2011: Demo 2011 (Demo, Eigenveröffentlichung)
- 2013: Hell’s Domain (Album, Punishment 18 Records)